# William Margold

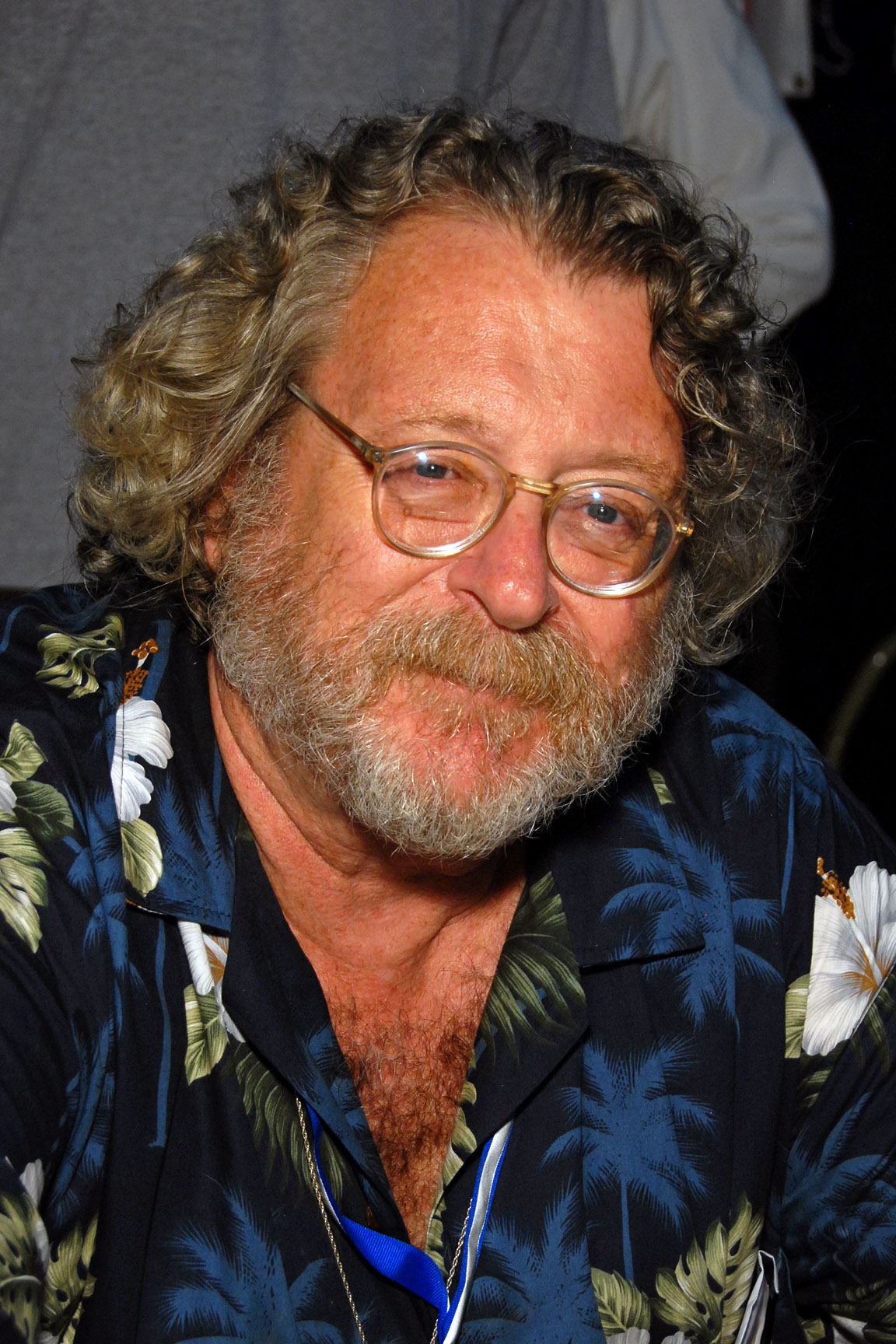
William Margold (2011)

William Margold (* 2. Oktober 1943 in Washington, D.C.; † 17. Januar 2017 in Los Angeles) war ein US-amerikanischer Pornodarsteller und -regisseur. Er war außerdem ein Aktivist der Pornoindustrie und setzte sich für die Meinungsfreiheit ein.

## Leben
William Margold war der Sohn des Anwalts Nathan Ross Margold, der sich für die Rechte US-amerikanischer Ureinwohner einsetzte und den Margold Report schrieb, eine Art Blaupause für die NAACP. William Margold besuchte die Hamilton High School in West Los Angeles und machte einen Abschluss in Journalismus an der California State University, Northridge. Vor seiner Arbeit in der Pornoindustrie arbeitete er als Bewährungshelfer.
Er begann schon 1972, also vor dem Film Deep Throat (1973), in pornografischen Werken mitzuwirken. Zunächst recherchierte er für mehrere Artikel über die beginnende Pornoindustrie, fand aber schließlich immer mehr Gefallen daran. In seiner langjährigen Karriere, die mehr als vier Jahrzehnte umfasste, soll er an mehr als 250 Filmen mitgewirkt haben, darunter viele Meilensteine und Klassiker des Genres. Dabei trat er auch als Non-Sex-Performer auf.
Seine einzige größere Rolle in einem Nicht-Pornofilm hatte er in Portraits of Andrea Palmer (2018), in dem er kurz vor seinem Tod mitspielte. Er war nicht nur als Pornodarsteller beschäftigt, sondern war auch als Regisseur und Produzent aktiv. Daneben verstand er sich aber auch als Archivar und Historiker der Pornoindustrie und trat in zahlreichen Filmdokumentationen zum Thema auf, unter anderem in After Porn Ends (2012) und Porn Star: The Legend of Ron Jeremy über seinen Kollegen Ron Jeremy, dem er den Spitznamen „The Hedgehog“ verpasst haben soll.
Daneben engagierte er sich auch politisch für die Pornoindustrie und die Rechte seiner Darsteller, was ihm den Beinamen „Papa Bear“ einbrachte. Er gründete die PAW Foundation, die sich für eine Altersvorsorge für Pornodarsteller einsetzte und versuchte die Darsteller vor Ausbeutung zu schützen. Zu seinen Forderungen gehörte das Anheben des Alters der Performer von 18 auf 21 Jahre, regelmäßige Drogentests sowie ein Verbot von Escortservices. Darüber hinaus war er ehemaliger Leiter der Free Speech Coalition, einem Wirtschaftsverband der Pornoindustrie, Mitbegründer der X-Rated Critics Organization sowie der Fans of X-Rated Entertainment (FOXE). Für seine zahlreichen Beiträge wurde er in die AVN Hall of Fame aufgenommen.

## Auszeichnungen
- Adult Video News Hall of Fame
- 2006: AVN Award für Best Non-Sex Performance (DarkSide)

## Filmografie (Auswahl)

### Dokumentarfilme und Nicht-Pornofilme
- 2018: Portraits of Andrea Palmer (Spielfilm)
- 2018: Porndemic (Dokumentarfilm)
- 2017: A Taboo Identity (Dokumentarfilm)
- 2014: Back Issues: The Hustler Magazine Story
- 2014: Hackin’ Jack vs. the Chainsaw Chick 3D (Spielfilm)
- 2012: After Porn Ends (Dokumentarfilm)
- 2010: Jumpin’ Jack Slash 3D (Spielfilm)
- 2003: X-Rated Ambition: The Traci Lords Story (Dokumentarfilm)
- 2001: Porn Star: The Legend of Ron Jeremy
- 1998: WADD – The Life & Times of John C. Holmes (Dokumentarfilm)
- 1977: Teenage Cruisers
- 1976: Der lange Kalifornier (Special Delivery)
- 1974: Flesh Gordon (Spielfilm)

### Pornofilme
- 2007: The Make Up
- 2005: DarkSide
- 2004: Can You Be a Pornstar 1 & 2
- 2004: High Desert Pirates
- 1997: Deep Throat the Quest 1 & 2
- 1994: Butt Watch 1–7
- 1993: Nympho Zombie Coeds
- 1989: Voodoo Lust: The Possession
- 1988: Max Bedroom
- 1988: Jack Hammer
- 1987: Sex Drive 2020
- 1985: Dr. Strange Sex
- 1984: Erotic Aerobics
- 1983: Flesh and Laces Part 1 & 2
- 1982: Agentin für S.E.X. (Girl from S.E.X.)
- 1981: French Erotica Part 1–3
- 1980: Tinseltown
- 1978: Liebling, du beißt so gut (Dracula Sucks)
- 1978: Olympic Fever
- 1977: Fantsam Comes Again
- 1976: Hollywood She-Wolves
- 1975: Black Lolita
- 1972: Love Sandwich
- 1972: The Goddaughter
- 1972: The Specimen

### Als Regisseur
- 1996: Desire Kills
- 1993: Main Course: It Goes from Soup to Nutz!
- 1992: Oriental Sorority Secrets
- 1991: Immorals 4: Choice Cuts
- 1991: Immorals 3: Stroked
- 1991:  Eternal Bliss
- 1990: Immorals 2: The Good, Teh Bad and the Banged
- 1990: From Japan with Love
- 1989: Fat Brats
- 1989: Immorals 1: Broken Hearts
- 1989: When Love Came to Town
- 1988: Broadway Nudes
- 1988: No Way In
- 1988: Three Men and a Lady
- 1982: What Would Your Mother Say?
- 1981: French Erotica III
- 1979: Carnal’s Cuties